# 郭三益
郭三益（11世纪—1128年），字慎求。常州（今江苏省常州市）人，北宋官员、诗人。《建炎以来系年要录》卷四作（今浙江省嘉兴市）人。
郭三益在宋哲宗元祐三年（1088年）中进士。元符元年（1098年），担任知仙居县（今浙江省台州市仙居县）。宋徽宗重和二年（1119年），入朝为吏部员外郎。宣和三年（1121年），担任给事中，同知贡举。后来出知洪州（今江西省南昌市）。宋钦宗靖康元年（1126年），改知潭州（今湖南省长沙市）。宋高宗建炎元年（1127年），郭三益担任荆湖南路安抚使，兼马步军都总管。十一月，以刑部尚书同知枢密院事，次年卒。宋高宗后来提到，他即位初年的执政张悫、许景衡最好，郭三益也是善人而已。